# Franz Kaspar Hierner
Franz Kaspar Hierner war Postmeister in Anzing und ein Anführer des bayerischen Volksaufstandes von 1705.
Am 15. Dezember 1705 kam Hierner mit einer Depesche an die Administration nach München und traf sich abends mit den ihm befreundeten Münchner Bürgern Johann Jäger, Weinwirt in der Löwengrube, Johann Georg Küttler, Weinwirt im Tal, und Georg Hallmayr, Bierbrauer im Tal. Er eröffnete ihnen, dass die Gerichte Haag, Erding und Schwaben aufstehen und 3-4.000 Mann aufbringen wollten, in Tölz werde die Erhebung ebenfalls vorbereitet.